# Ordinárius
Az ordinárius a római katolikus egyházjogban használt fogalom. Olyan személyt jelöl, aki egy egyházmegye vagy egy részegyház élén állva az adott terület felett joghatósággal, egyházjogi értelemben vett kormányzói hatalommal rendelkezik. Ilyen személy – rendes körülmények között – a megyéspüspök és a pápa, de ideiglenesen (a megyéspüspök akadályoztatása vagy az püspöki szék átmeneti betöltetlensége esetén) más papi személy is lehet, például püspöki helynök.
A profán nyelvhasználatban, régebben, az alábbi jelentésekben is használták: 1. „tanszékvezető egyetemi tanár”, „egyetemi nyilvános rendes tanár”; 2. főorvos, körorvos, körzeti orvos.